# Löderups socken
Löderups socken i Skåne ingick i Ingelstads härad, ingår sedan 1971 i Ystads kommun och motsvarar från 2016 Löderups distrikt.
Socknens areal är 41,38 kvadratkilometer varav 41,32 land. År 2000 fanns här 914 invånare. Sandhammaren med Sandhammarens fyr, Hagestad med Hagestads naturreservat, Löderups strandbad med Backåkra samt huvuddelen av tätorten Löderup med sockenkyrkan Löderups kyrka ligger i socknen.

## Administrativ historik
Socknen har medeltida ursprung. 
Vid kommunreformen 1862 övergick socknens ansvar för de kyrkliga frågorna till Löderups församling och för de borgerliga frågorna bildades Löderups landskommun. Landskommunen utökades 1952 och uppgick 1971 i Ystads kommun samtidigt som området överfördes till Malmöhus län. Församlingen utökades 2002.
1 januari 2016 inrättades distriktet Löderup, med samma omfattning som församlingen hade 1999/2000.  
Socknen har tillhört län, fögderier, tingslag och domsagor enligt vad som beskrivs i artikeln Ingelstads härad. De indelta soldaterna tillhörde Södra skånska infanteriregementet, Ingelsta kompani och Skånska dragonregementet, Borreby skvadron, Borreby kompani.

## Geografi
Löderups socken ligger öster om Ystad i sydöstligaste Skåne vid Östersjön. Socknen är en mjukt kuperad odlingsbygd.

## Fornlämningar
Från stenåldern är över 60 boplatser och fyra gånggrifter, en är känd som Ramshög, funna. Från bronsåldern finns cirka 20 gravhögar. Från järnåldern finns 15 flatmarksgravfält. En offerplats, ett depåfynd från stenåldern och ett fynd av romerska guldmynt har påträffats.

## Namnet
Namnet skrevs 1383 Ludathorp och kommer från kyrkbyn. Efterleden är torp, 'nybygge'. Förleden innehåller möjligen mans(bi)namnet Luti, 'den lutande, den framåtböjande'..